# Westwerk

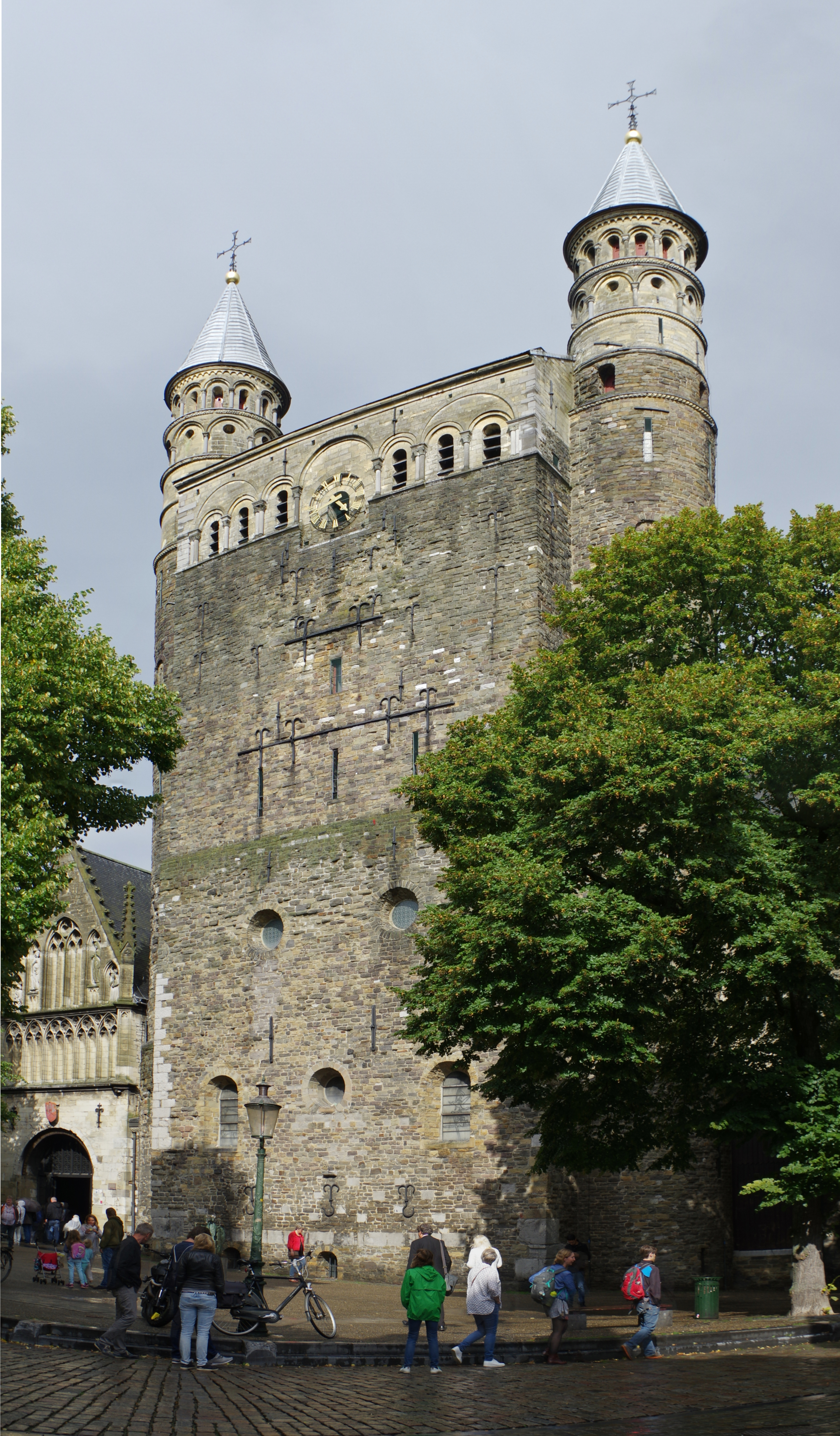
Het westwerk van de Basiliek van Onze Lieve Vrouw in Maastricht

Een westwerk (ook wel: westbouw of westkoor) is een monumentaal bouwwerk aan de westkant van een kerkgebouw, dat vaak wordt gassocieerd met de Maaslandse kunst, alhoewel ook in het Duitse Rijnland en elders westwerken uit de karolingische, ottoonse of romaanse periode voorkomen.

## Kenmerken
Het westwerk vervangt de meer gebruikelijke narthex met westtoren(s). Bij de oudste westwerken is uitwendig een verdeling tussen middenruimte en traptorens kenmerkend. Een portaal ontbreekt meestal; dit bevindt zich doorgaans elders. Het westwerk is meestal inwendig verdeeld in verdiepingen en heeft vaak op de begane grond een extra priesterkoor, het westkoor. Soms is er ook een kapel op een van de verdiepingen. Bij grotere westwerken bevinden zich rondom een atrium naar het schip gerichte galerijen.
Westwerken zijn hoofdzakelijk gebouwd gedurende de vroege en hoge middeleeuwen. Het westwerk werd met name toegepast bij kathedrale en collegiale kerken, waarbij soms behoefte bestond aan een extra koor en een scheiding tussen ruimtes bestemd voor parochie en kapittel. Wanneer een kerk een band had met een koning of keizer werd vaak in het westwerk een privékapel ingericht.

## Voorbeelden
In België hebben onder andere de Sint-Bartholomeüskerk in Luik en de Sint-Oda-en-Sint-Joriskerk in Amay belangrijke westwerken. Het westwerk van de Sint-Gertrudiskerk in Nijvel is grotendeels een reconstructie.
Belangrijke, nog bestaande westwerken in Nederland zijn die van de Abdij Rolduc, de Sint-Amelbergabasiliek in Susteren en de Onze-Lieve-Vrouwebasiliek en de Sint-Servaasbasiliek, beide in Maastricht. De eerstgenoemde Maastrichtse kerk heeft een massief verticaal ogend westwerk met twee flankerende slanke torens, terwijl de laatste, als keizerlijke eigenkerk, een uitzonderlijk zwaar westwerk heeft dat zowel hoog als breed is, met onder andere een westkoor, een atrium met omringende galerijen en een zogenaamde keizersloge, verder op de bovenverdiepingen een proostenkapel en de Keizerzaal. Het westwerk van de Sint-Servaasbasiliek is vooral bekend vanwege de belangrijke bouwsculptuur (o.a. de gebeeldhouwde romaanse kapitelen). Een aantal kerken, vooral in de noordelijke provincies Groningen en Friesland, hebben een zogenaamd gereduceerd westwerk; hiermee wordt een ingebouwde westtoren met daarin een kapel bedoeld.
In Duitsland zijn de belangrijkste westwerken die van de Abdij van Corvey (waarschijnlijk het oudste bewaard gebleven westwerk), de dom van Minden, de munsterkerk van Essen, de Dom van Aken, de Sint-Pantaleonkerk en enkele andere kerken in Keulen.
De kerk van Husaby (bij Lidköping) in Zweden heeft eveneens een imposant westwerk.
De Abdij van Saint-Riquier in Noord-Frankrijk heeft een bijzondere narthex met voorhof, die ook als westwerk gezien kan worden. Van de verwoeste kathedraal van Mâcon staat het ruïneuze westwerk nog grotendeels overeind, evenals het westwerk van de abdijruïne van Jumièges.

## Galerij

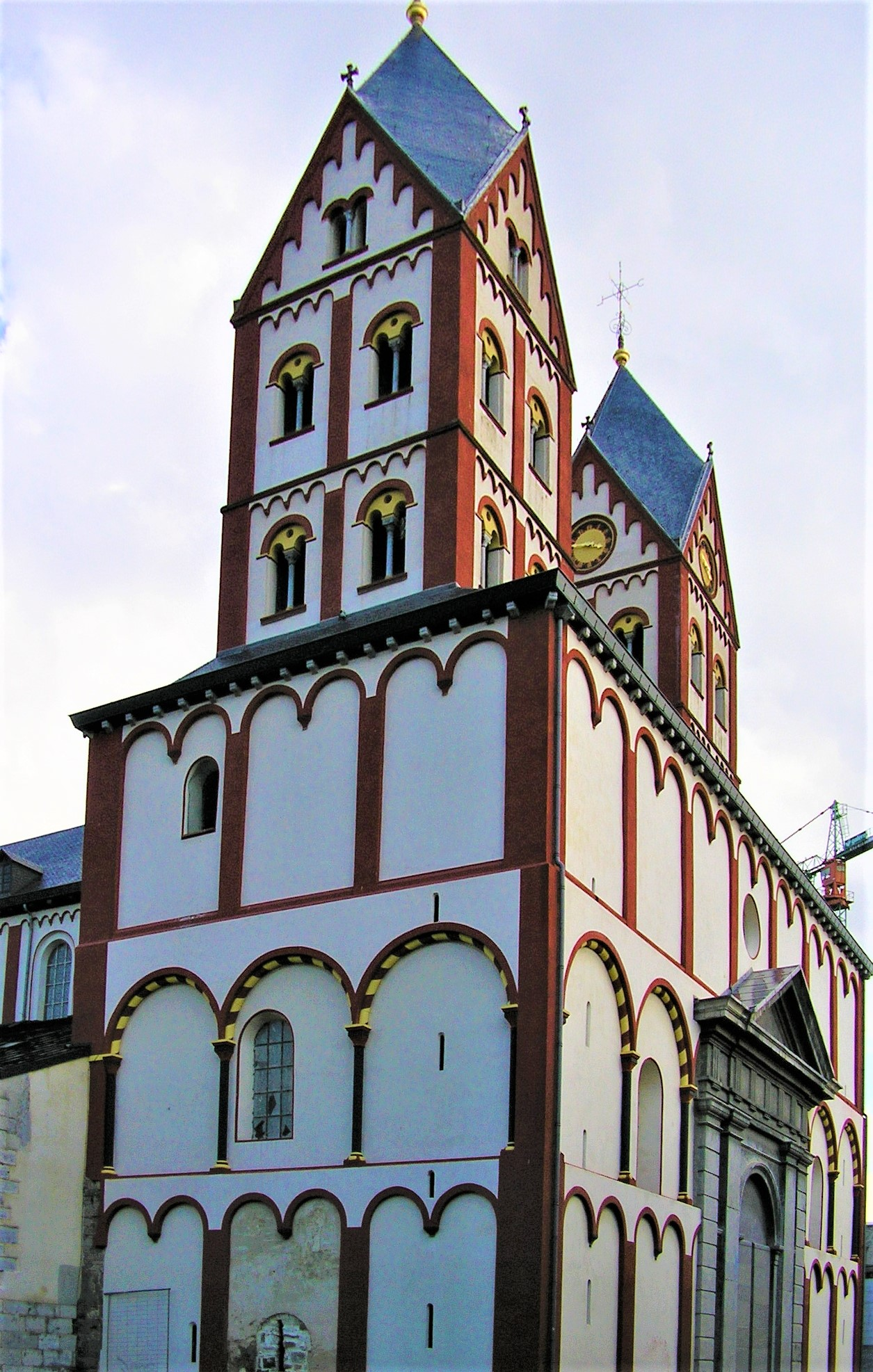
Sint-Bartholomeüs kerk, Luik
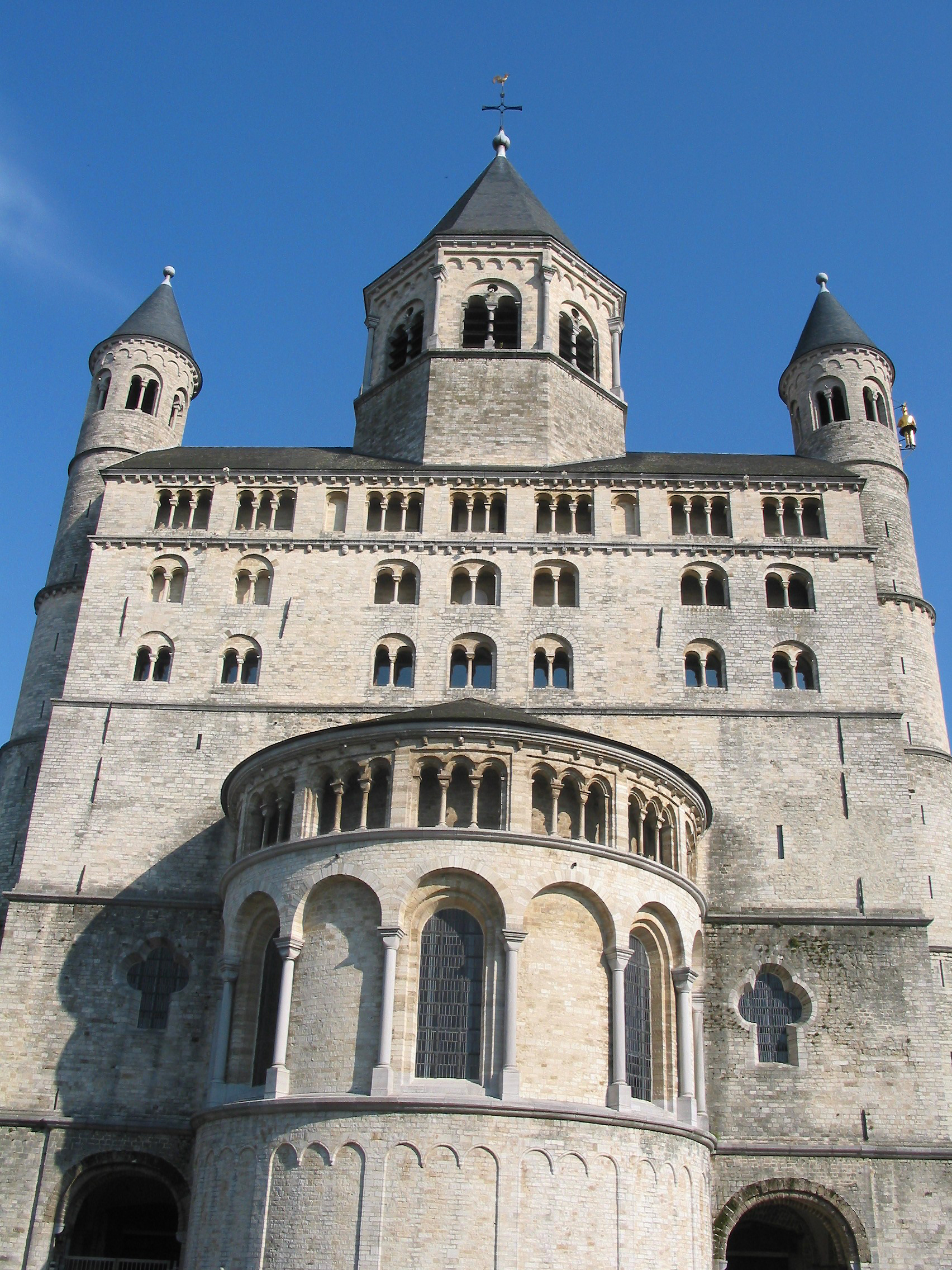
Sint-Gertrudis kerk, Nijvel
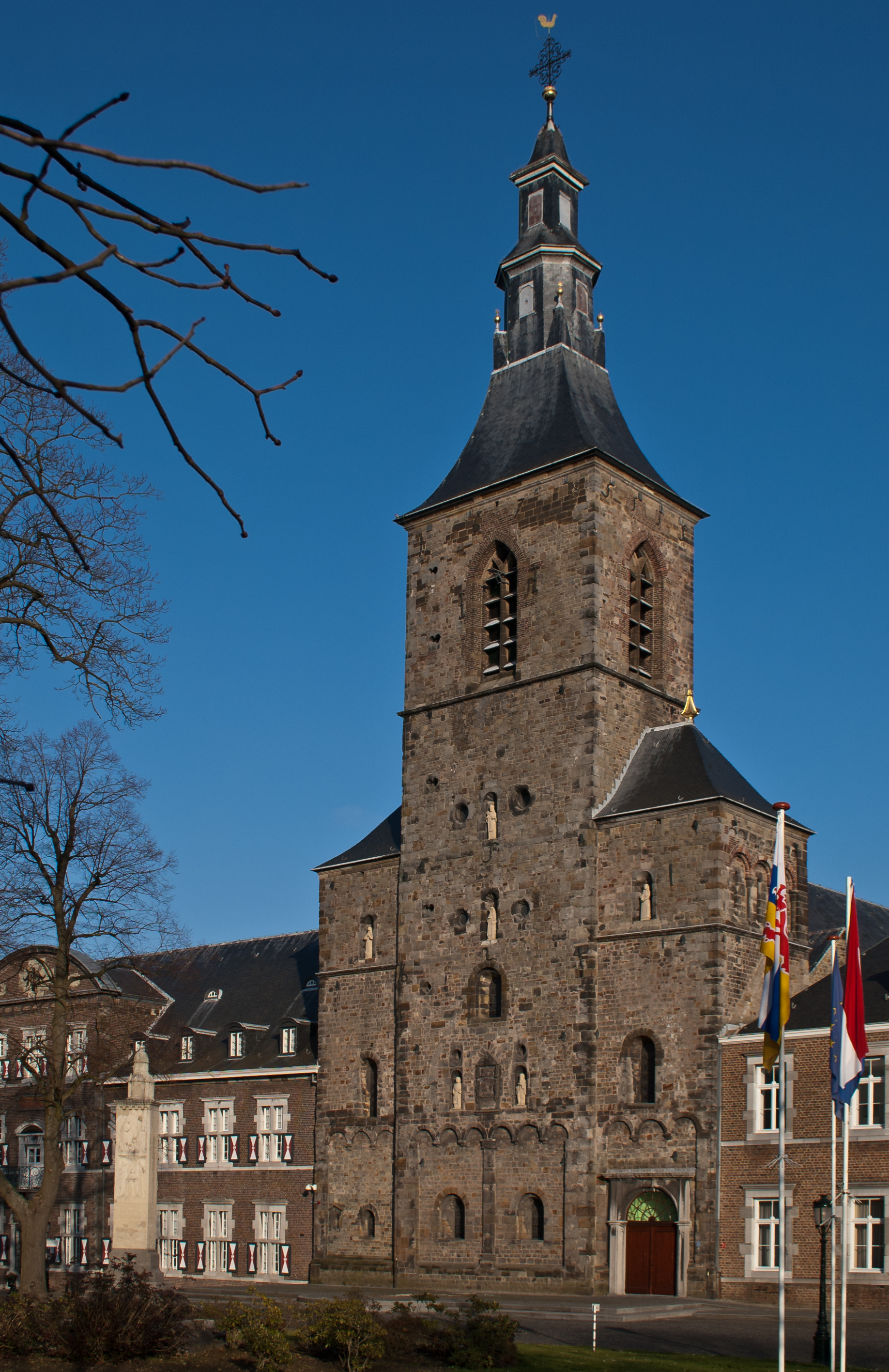
Abdij Rolduc, Kerkrade
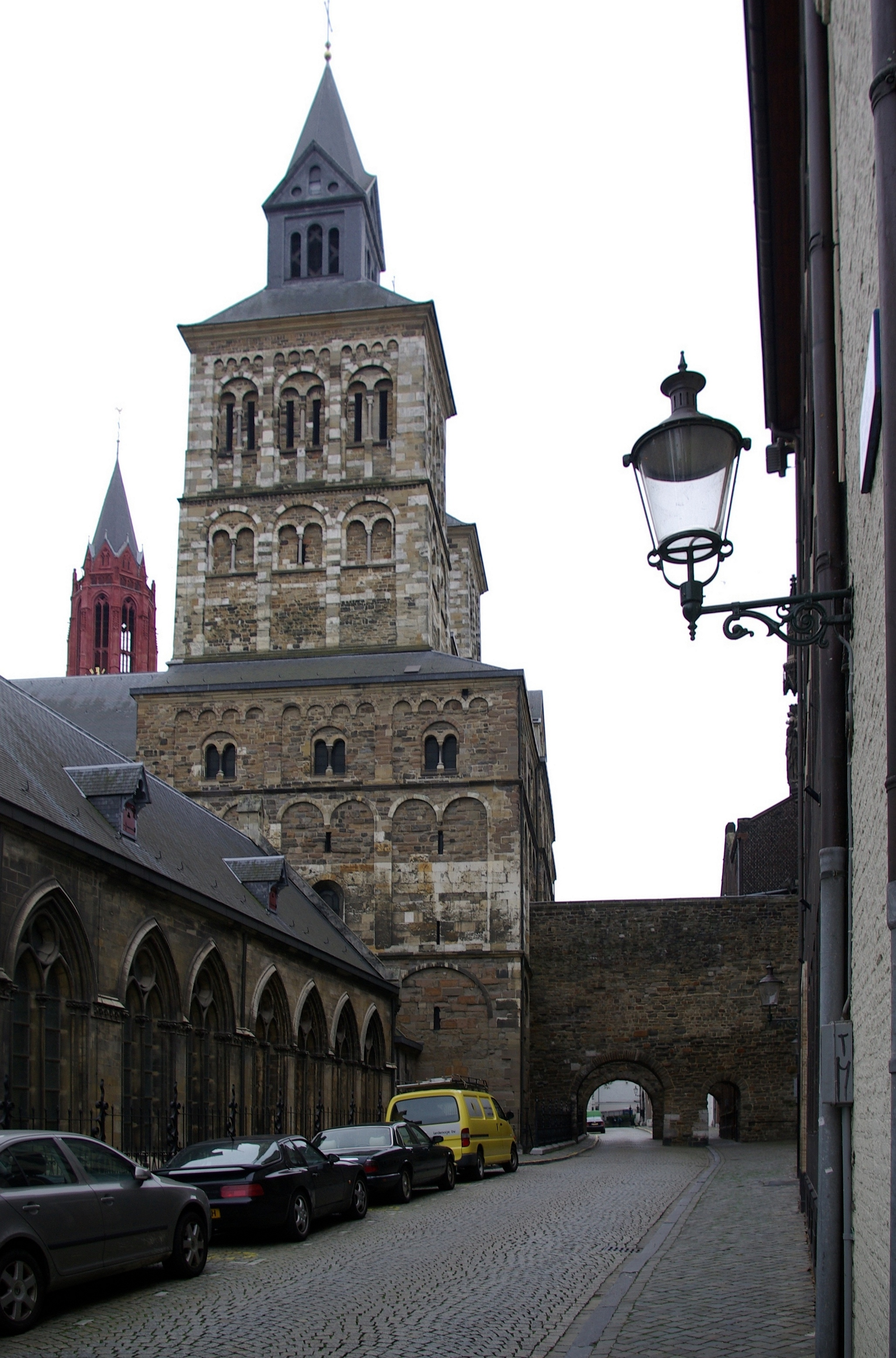
Sint-Servaas basiliek, Maastricht
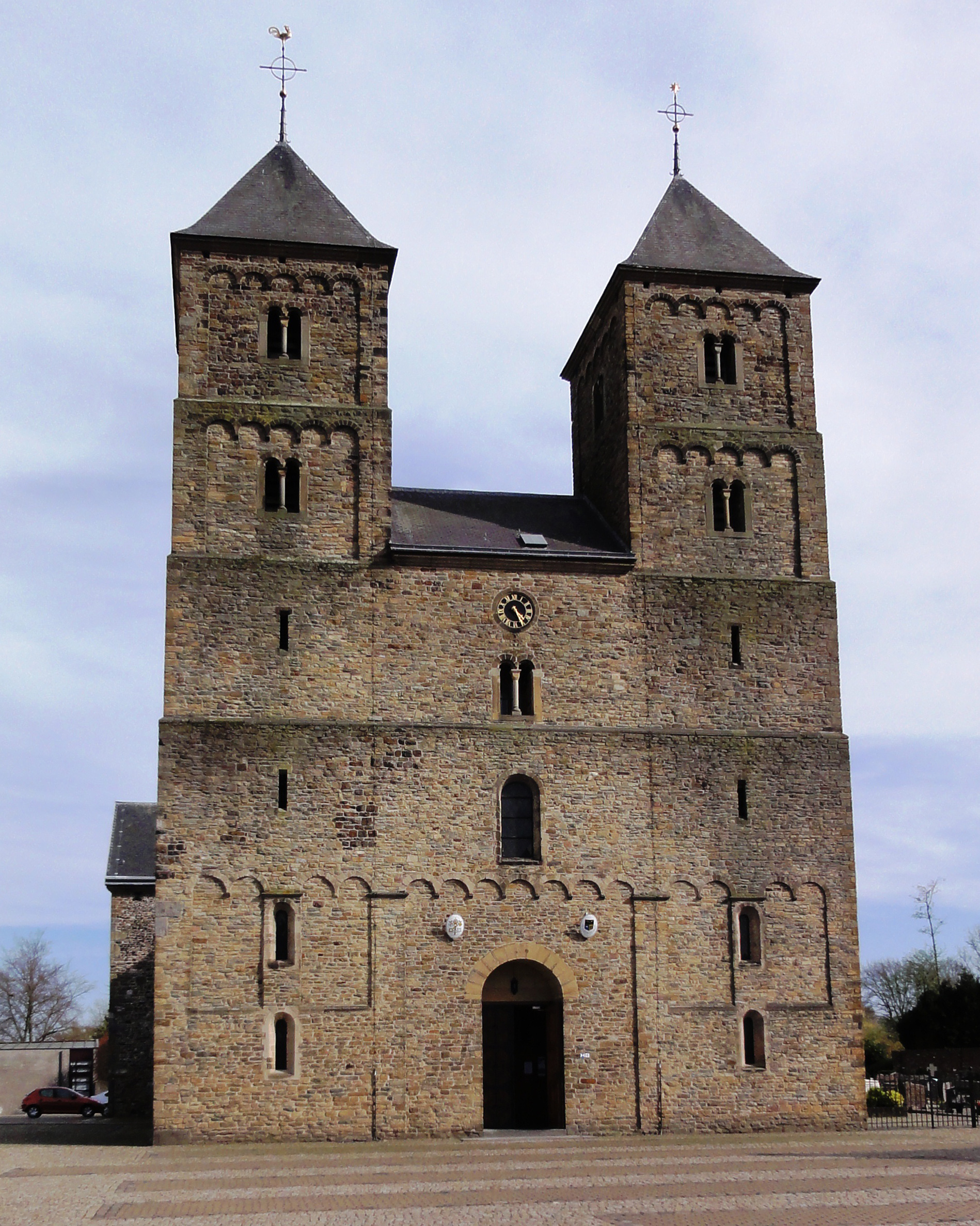
Sint-Amelberga basiliek, Susteren
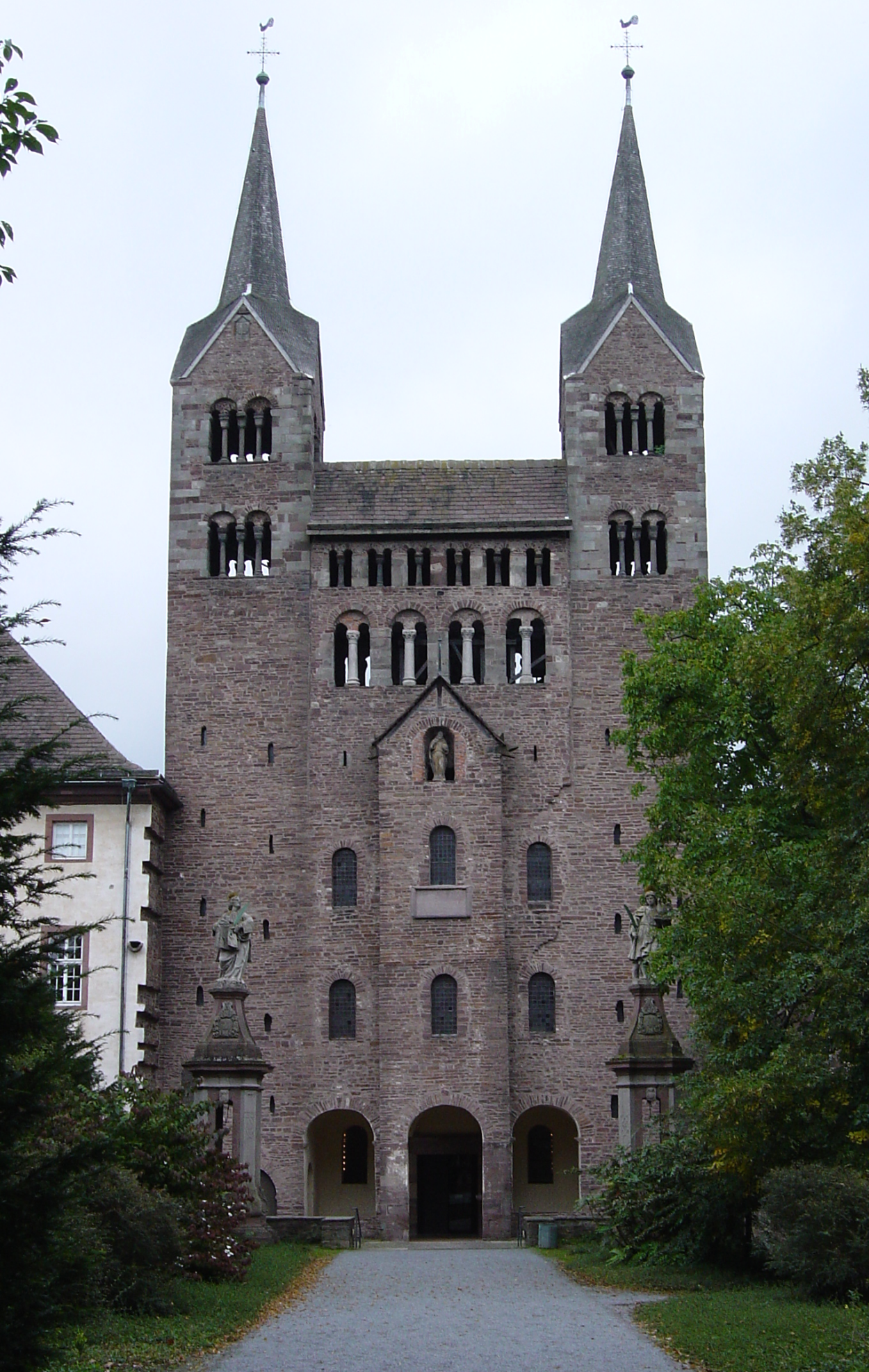
Abdij van Corvey
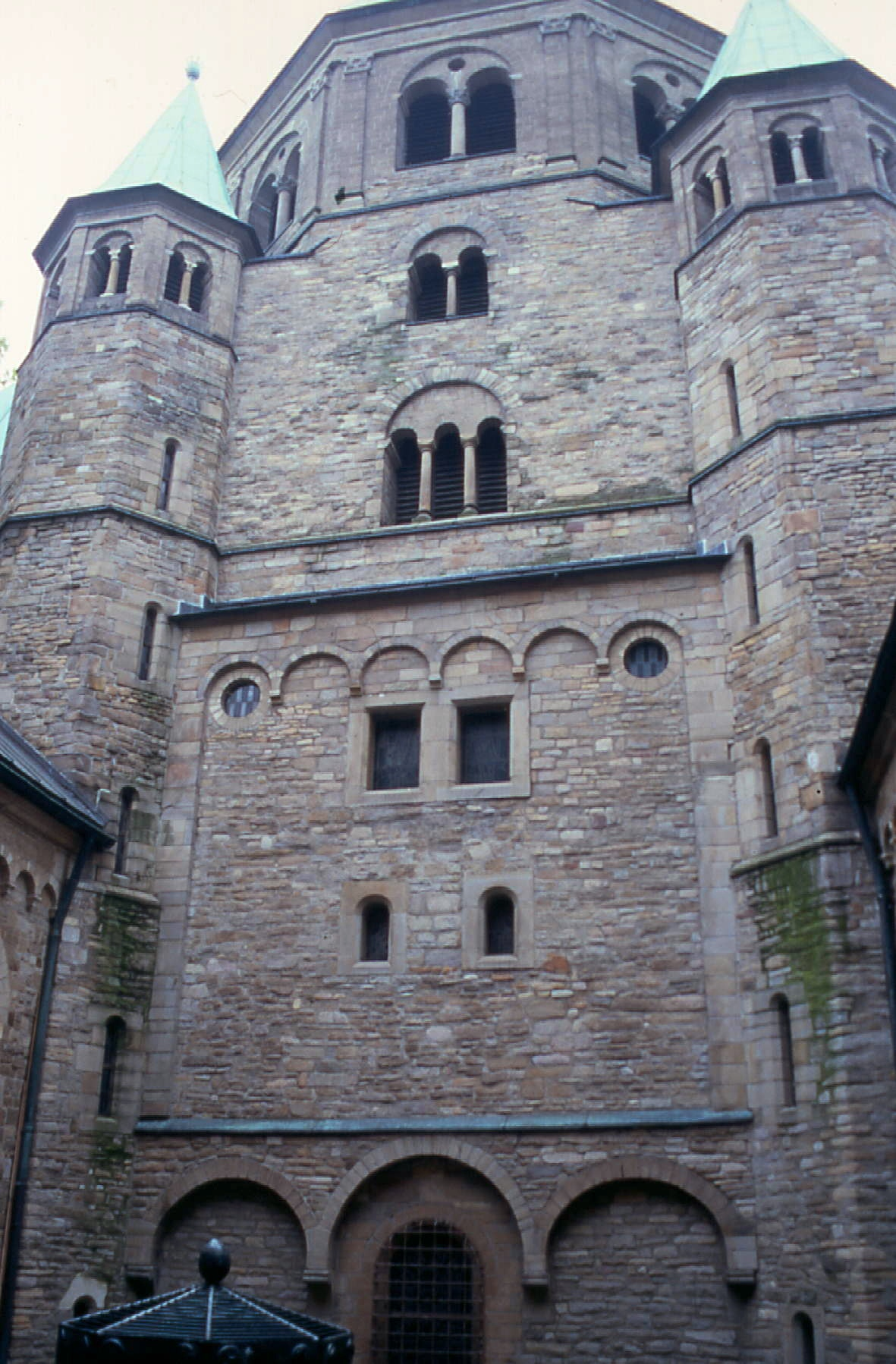
Munster van Essen
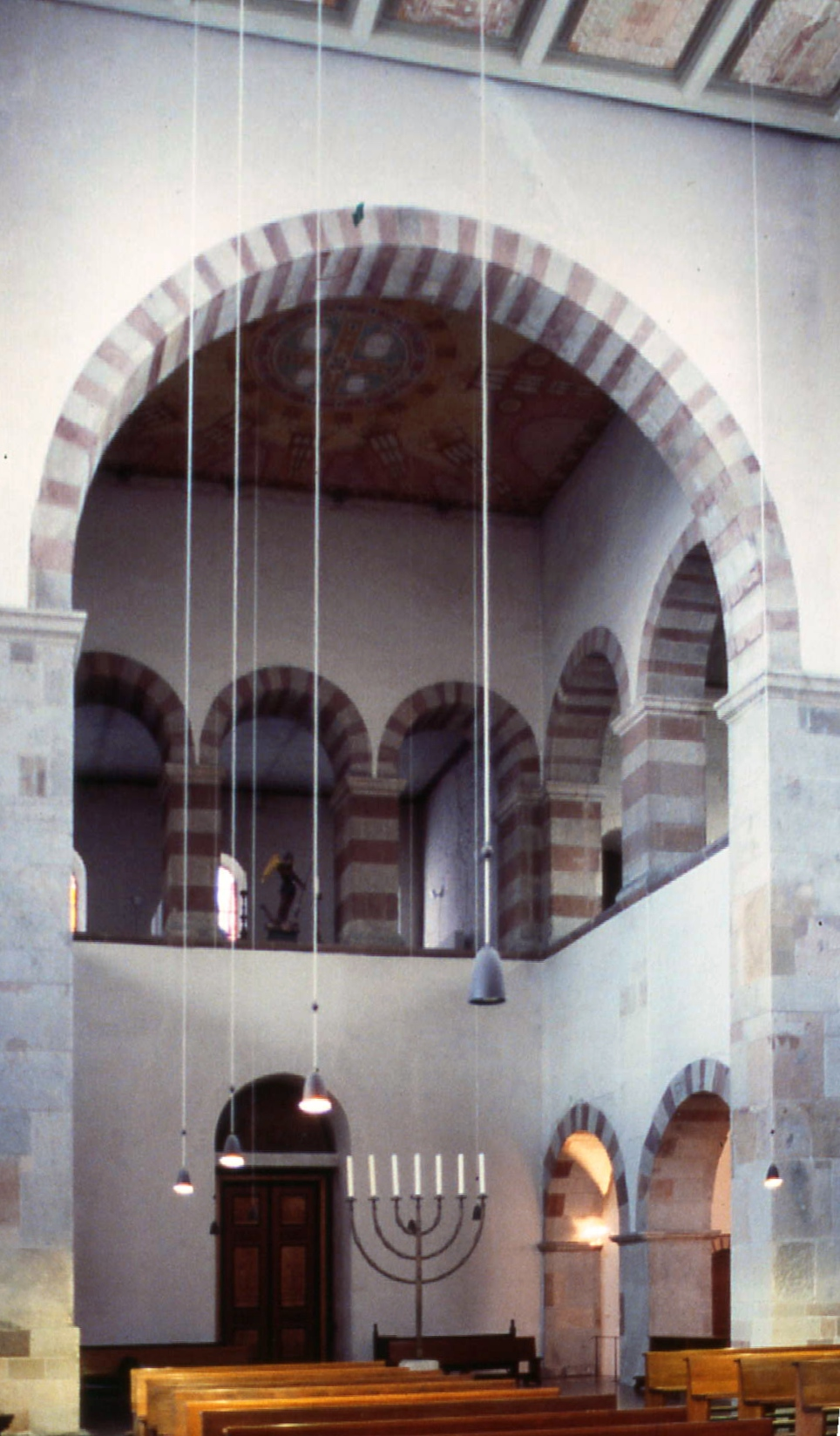
Sint-Pantaleon kerk, Keulen
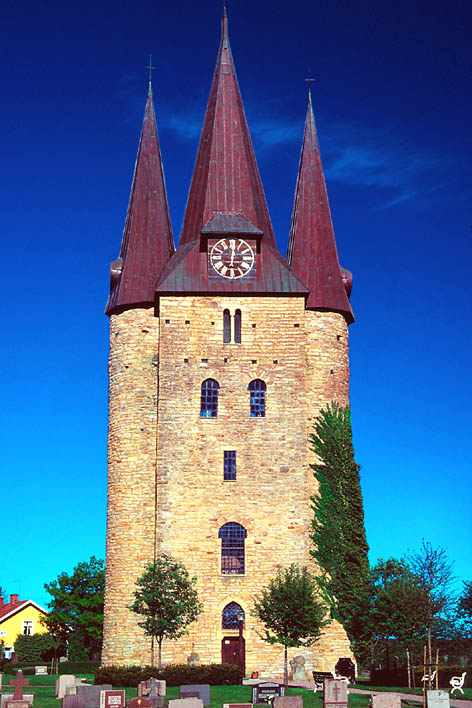
Kerk van Husaby (Zweden)